# Эстрелья Роха
«Эстре́лья Ро́ха» (исп. Estrella Roja Fútbol Club, «Красная звезда») — венесуэльский футбольный клуб, представляющий столицу страны Каракас и вооружённые силы Венесуэлы.
Клуб был основан 14 сентября 2004 года. Домашние игры клуб проводит в Каракасе на стадионе Брихидо Ириарте, вмещающем 8 040 зрителей. В сезоне 2007/2008 «Эстрелья Роха» дебютировала в венесуэльской Примере, главной футбольной лиге страны. В Апертуре она заняла последнее место (18-е), в Клаусуре — 9-е, а в итоговой классификации — 16-е, на 1 очко опередив вылетевший из Примеры «Трухильянос». По итогам сезона 2008/2009 «Эстрелья Роха» покинула Примеру, заняв в итоговой классификации 17-е место (16-е в Апертуре и
14-е в Клаусуре).